# Anopinella isodelta
Anopinella isodelta là một loài bướm đêm thuộc họ Tortricidae. Nó là loài đặc hữu của Colombia.
The length of the fore wings is 8.2-9.3 mm.